# Robert Urquhart
Robert Elliott Urquhart, detto Roy (Shepperton, 28 dicembre 1901 – Menteith, 13 dicembre 1988), è stato un generale britannico.
Ufficiale britannico durante la seconda guerra mondiale, partecipò alla campagna in Nord Africa del 1942-1943 e fu al comando della 231ª brigata di fanteria allo sbarco in Sicilia.

## Il passaggio ai paracadutisti
Il suo comando successivo fu la 1ª divisione aviotrasportata durante la sfortunata Operazione Market-Garden che fu praticamente distrutta nell'operazione e non venne più impegnata nelle fasi finali della guerra in Europa nel 1945. Urquhart era preoccupato per il coordinamento delle operazioni di atterraggio e non si preoccupò di imparare a lanciarsi col paracadute, ma non dubitava sulla sua capacità di gestire una unità aviotrasportata che considerava "un'unità di fanteria particolarmente addestrata"; raggiunse l'Olanda su un aliante con il quartier generale divisionale insieme alla 1ª brigata da sbarco aereo del generale Philip Hicks, e con un ex Granatiere della Guardia come scorta personale. Godeva della stima dei suoi soldati, e un parere di un sergente pilota di aliante nell'imminenza di Arnhem era che fosse "a bloody general who didn't mind doing the job of a Sergeant." ("un fottuto di un generale che era ben capace di fare il lavoro di un sergente"); di fatto non aveva problemi a mettersi in mezzo alla truppa e lavorare, come successe durante l'assedio ad Arnhem quando aiutò un radiotelegrafista a trasportare un paio di pesanti batterie nel buio, e solo dopo il soldato si accorse delle spalline del suo compagno di lavoro salutando e ringraziando, al che Urquhart rispose "tutto a posto, figliolo".
Urquarth rimase nella sacca di Arnhem durante tutte le fasi della battaglia, per nove giorni, fino alla evacuazione di parte delle truppe superstiti attraverso un traghettamento sul Reno; Urquarth rimase sotto il tiro dei cannoni tedeschi insieme con i suoi paracadutisti, coordinando per quanto possibile le attività della sua divisione dal quartier generale dello Hartenstein Hotel; ironicamente, l'Hotel era stato il quartier generale del feldmaresciallo Walter Model, comandante del Heeresgruppe B, da cui dipendeva il II Panzerkorps SS che successivamente assediò i paracadutisti britannici. Per cercare di coordinare un sostegno da parte degli altri due battaglioni della 1ª brigata paracadutisti al 2º battaglione paracadutisti del tenente colonnello Robert Frost, che attraverso una strada in un primo tempo libera, aveva occupato il ponte di Arnhem, il 18 settembre 1944 Urquarth si avventurò con il suo vice generale di brigata Gerald Lathbury (comandante della 1ª brigata parà) dentro il centro abitato, con una jeep e senza scorta; mentre cercavano di sfuggire ai tedeschi, Lathbury fece partire un colpo dal suo mitra Sten mancando per poco Urquhart, che lo rimproverò dicendogli che "un soldato dovrebbe sapere come si maneggiano le armi. era già abbastanza brutto per un comandante di divisione dibattersi in quella che era non più di un'azione a livello di compagnia, e sarebbe stato troppo ironico essere steso da un proiettile sparato da uno dei suoi generali di brigata"; rimase isolato dal resto della divisione e con Lathbury successivamente ferito per due giorni, nascosto in una soffitta, fino a quando non riuscì ad allontanarsi e a ricongiungersi col resto della divisione, mentre Lathbury affidato alle cure di un'anziana olandese venne preso prigioniero.
Come testualmente scrisse Urquarth nelle sue memorie:
Ritornato al comando di divisione, diresse le operazioni sotto i massicci attacchi tedeschi cercando in un primo tempo di fornire appoggio al secondo battaglione isolato sulla testata nord del ponte, ma constatata l'inutilità del tentativo gestì il tentativo di tenere una testa di ponte al di là del Reno all'altezza di Driel, ed il progressivo ripiegamento di quello che restava della divisione verso il traghetto (reso inutilizzabile) di Driel; nonostante il tentativo di soccorso da parte della 1ª brigata paracadutisti polacca, atterrata dall'altra parte del Reno dirimpetto alle posizioni della divisione, Urquhart dovette assistere al progressivo sgretolamento delle posizioni difensive e preparare l'evacuazione di quanto restava delle sue truppe. Fu uno tra gli ultimi a passare il Reno in un precario traghetto fatto da battellini gonfiabili sotto il fuoco tedesco e a tornare in Gran Bretagna.

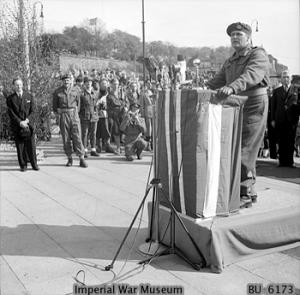
Urquhart (in divisa al centro) e il principe Olaf di Norvegia (sul palco) sul molo di Oslo dopo la resa delle forze tedesche in Norvegia.

Urquhart rimase al comando della divisione, parzialmente ricostituita tranne la 4ª brigata paracadutisti, che non venne più impiegata in operazioni di combattimento, e partecipò alla occupazione della Norvegia dopo la resa delle forze tedesche in quella che venne definita Operazione Doomsday; in questa, poche migliaia di paracadutisti appartenenti alla 1st Airborne Division ancora sotto il comando di Urquhart, i "Diavoli rossi" reduci dalla battaglia di Arnhem, occuparono Oslo e l'aeroporto di Sola senza alcuna perdita (fatta eccezione per i 47 uomini morti in un incidente aereo, tra i quali il Air Vice-Marshal Scarlett-Streatfield). I paracadutisti alleati vennero affiancati dalla Force 134, formata dalla 52ª Divisione di fanteria Lowlands e da 13000"poliziotti" norvegesi (addestrati in segreto in Svezia e pronti a tornare in patria) che in realtà costituivano delle unità di fanteria leggera create sotto l'egida del corpo di polizia norvegese.

## Il dopoguerra
Successivamente in Malaysia ricoprì il ruolo di generale a capo del Malaya Command (dal 1950 al 1952) durante l'insurrezione comunista malese per l'indipendenza.